# Calliandra purpurea
Calliandra purpurea es una especie americana perteneciente a la subfamilia de las Mimosóideas dentro de las leguminosas (Fabaceae).

## Distribución
Es originaria de América del Norte y del sur y de las Antillas.

## Taxonomía

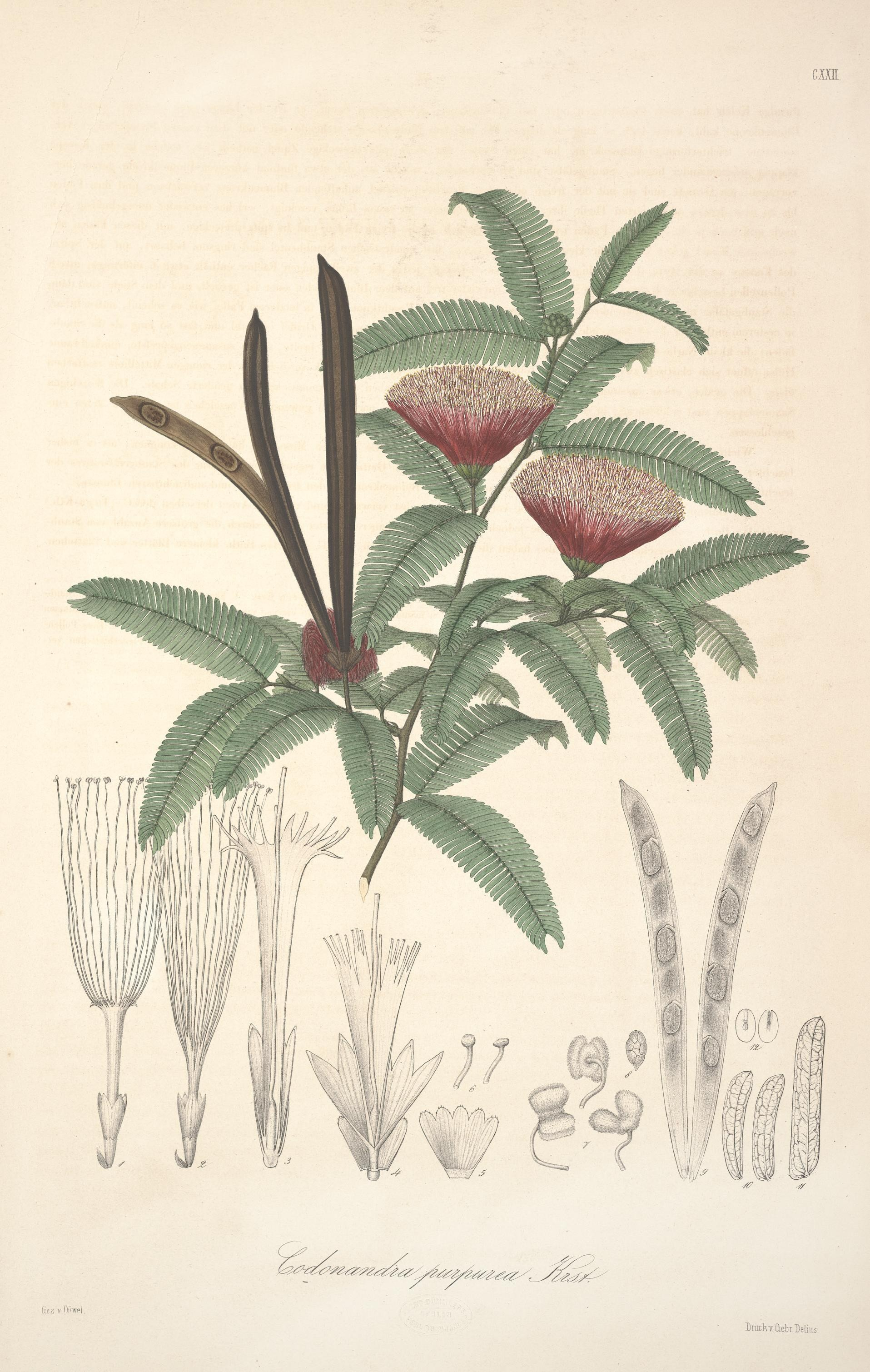
Calliandra purpurea, Plate CXXII Florae Columbiae.

Calliandra purpurea fue descrita por (L.) Benth. y publicado en London Journal of Botany 3: 104. 1844.
Etimología
Calliandra: nombre genérico derivado del griego kalli = "hermoso" y andros = "masculino", refiriéndose a sus estambres bellamente coloreados.
purpurea: epíteto latino que significa de "color púrpura".
Sinonimia
- Anneslia purpurea (L.) Britton
- Calliandra conoensis H.Karst.
- Calliandra coroensis H.Karst.
- Calliandra obtusifolia (Willd.) H.Karst.
- Calliandra purpurea var. dussiana Stehle
- Calliandra purpurea var. quentiniana Stehle
- Calliandra slaneae R.A.Howard
- Feuilleea purpurea Kuntze
- Inga obtusifolia Willd.
- Inga purpurea (L.) Willd.
- Mimosa obtusifolia Poir.
- Mimosa purpurea L. basónimo[2]